# Eberhard Nyman
Göran Eberhard Nyman, född 16 januari 1922 i Visby, död 13 augusti 2005, var en svensk psykiater. 

## Biografi
Efter studentexamen i Lund blev Nyman medicine licentiat 1948 och medicine doktor 1956. Han var docent i psykiatri i Lund 1956–1960, innehade olika läkarförordnanden 1947–1957, var 1:e underläkare och biträdande överläkare på psykiatriska kliniken vid Lunds lasarett 1957–1959 och professor i psykiatri vid Umeå universitet 1960–1961. Han var därefter professor vid Lunds universitet och överläkare vid Sankt Lars sjukhus. Han blev ledamot av Fysiografiska sällskapet i Lund 1962.
Bland Nymans skrifter inom psykologi, neurologi och psykiatri märks Variations in Personality. A Multidimensional Study on a Series of 300 Healthy 20-year-old Swedish Army Men (doktorsavhandling 1956) och Sjöbrings differentiella psykologi (tillsammans med Sven Marke, 1962).
Eberhard Nyman var son till lektor Wilhelm Nyman och Dagny Henschen. Han var bror till Britt G. Hallqvist och Arne Nyman. Eberhard Nyman är begraven på Östra kyrkogården i Visby.